# Velyki Ukraïntsi
Velyki Ukraïntsi (em ucraniano:  Великі українці) é um programa de televisão do gênero jornalístico exibido em 2008. O programa é baseado no programa britânico 100 Greatest Britons da emissora BBC que também colabora na produção do programa.

## Lista

### 11 — 100
| 11. Ivan Mazepa 12. Roman Shukhevych 13. Vasyl Stus 14. Mykhailo Hrushevskyi 15. Vitali Klitschko e Wladimir Klitschko 16. Vladimir I of Kiev 17. Sergey Korolyov 18. Nikolai Gogol 19. Andrey Sheptytsky 20. Viktor Yushchenko 21. Yulia Tymoshenko 22. Alexander Dovzhenko 23. Vladimir Lenin 24. Vladimir Dal 25. Lina Kostenko 26. Symon Petliura 27. Leonid Bykov 28. Petro Konashevych-Sahaidachny 29. Ivan Kotlyarevsky 30. Volodymyr Ivasyuk 31. Solomiya Krushelnytska 32. Nestor Makhno 33. Andriy Shevchenko | 34. Daniel of Galicia 35. Sergey Bubka 36. Pylyp Orlyk 37. Ivan Nikitovich Kozhedub 38. Levko Lukyanenko 39. Volodymyr Vernadsky 40. Yevhen Konovalets 41. Mykola Lysenko 42. Sydir Kovpak 43. Olga of Kiev 44. Volodymyr Shcherbytsky 45. Oleg Antonov 46. Evgeny Paton and Borys Paton 47. Bohdan Stupka 48. Josyf Slipyj 49. Mikhail Bulgakov 50. Volodymyr Boiko 51. Leonid Kravchuk 52. Peter Mogila 53. Ivan Sirko 54. Sofia Rotaru 55. Anatoliy Solovianenko 56. Oleg Blokhin | 57. Lilia Podkopayeva 58. Vladimir II Monomakh 59. Nikolai Grinko 60. Nina Matviyenko 61. Igor Sikorsky 62. Viktor Yanukovych 63. Leonid Brezhnev 64. Svyatoslav Vakarchuk 65. Ilya Repin 66. Mariya Zankovetska 67. Ivan Mykolaychuk 68. Vasyl Virastyuk 69. Ivan Pulyui 70. Nikolay Ivanovich Pirogov 71. Oles Honchar 72. Vasyl Symonenko 73. Mykhailo Kotsiubynsky 74. Raisa Kyrychenko 75. Nazariy Yaremchuk 76. Ruslana 77. Yana Klochkova 78. Les Kurbas | 79. Petro Symonenko 80. Konstanty Wasyl Ostrogski 81. Roxelana 82. Pavlo Skoropadskyi 83. Alexey Stakhanov 84. Katerina Vasilivna Bilokur 85. Ivan Bohun 86. Vasyl Sukhomlynskyi 87. Anton Makarenko 88. Petro Kalnyshevsky 89. Nikolai Fyodorovich Vatutin 90. Oleh Skrypka 91. Ivan Poddubny 92. Ilya Ilyich Mechnikov 93. Nikita Khrushchev 94. Olena Teliha 95. Oleg Koshevoy 96. Ostap Vyshnia 97. Dmytro Vyshnevetsky 98. Valentin Jenevskiy 99. Victor Glushkov 100. Tomb of the Unknown Soldier |

### Top10
1. Jaroslau I, o Sábio (40% dos votos)
2. Mykola Amosov (19.88%)
3. Stepan Bandera (16%)
4. Taras Shevchenko (9.3%)
5. Bohdan Khmelnytsky (4.02%)
6. Valeriy Lobanovskiy (3.18%)
7. Vyacheslav Chornovil (2.63%)
8. Hryhorii Skovoroda (1.73%)
9. Lesya Ukrainka (1.64%)
10. Ivan Franko (1.49%)